# Will Skelton
Pour les articles homonymes, voir Skelton.

a Compétitions nationales et continentales officielles uniquement.

b Matchs officiels uniquement.
Dernière mise à jour le 1 mai 2024.
Will Skelton, né le 3 mai 1992 à Auckland (Nouvelle-Zélande), est un joueur international australien de rugby à XV depuis 2014. Il joue actuellement au poste de deuxième ligne pour le Stade rochelais avec qui il remporte la Champions Cup en 2022 et 2023.
Ancien joueur des Waratahs, il remporte avec cette franchise l'édition 2014 du Super XV. Vainqueur du Rugby Championship 2015 avec les Wallabies, il participe à la coupe du monde 2015, compétition où l'Australie perd en finale, mais se blesse au cours de cette compétition.

## Biographie

### Jeunesse et formation
Né en Nouvelle-Zélande de parents samoans, il suit sa famille qui rejoint l'Australie alors qu'il a dix ans. Pratiquant tout d'abord le rugby à XIII, il s'oriente vers le rugby à XV alors qu'il étudie à la Hills Sports High School à Seven Hills, ville de Nouvelle-Galles du Sud à l'ouest de Sydney. Durant deux années, il fait partie de la Australian Rugby Union’s National Academy, mais en 2012, en raison d'une fracture du pied, il ne peut jouer. Avec cette dernière, il remporte la finale de la Rugby Pacific Cup en mars 2013 face à l'équipe junior du Japon.

### Débuts professionnels en Australie (2013-2016)
En mars 2013, il rejoint les Waratahs. Il fait ses débuts en Super 15 face à la franchise sud-africaine des Stormers. Il est pour la première fois titulaire lors d'une rencontre face à la Western Force. Une semaine plus tard, il est de nouveau titulaire lors d'un match des Waratahs face aux Lions lors de la tournée de ces derniers en Australie. Cette rencontre se solde par une victoire des Lions sur le score de 47 à 17. Après cette interruption internationale, il termine la saison avec les Waratahs, disputant un total de six rencontres sur la saison, dont un seul en tant que titulaire.
En 2014, il entame sa deuxième saison de Super 15. Fin mai, il est l'un des onze joueurs des Waratahs à être retenu dans le groupe pour les matchs de juin face aux Français. Parmi ces 32 joueurs, il est également l'un des quatre à ne compter aucune sélection avec les Wallabies. Il doit attendre le troisième matchs de cette tournée des Français pour obtenir sa première cape. Lors de cette rencontre, il inscrit le premier essai australien, puis s'avère décisif dans le deuxième essai de Israel Folau, son coéquipier des Waratahs. Les Australiens remportent leur troisième victoire en autant de tests.
Après ce test, il retrouve les Waratahs pour la fin de saison. Non retenu comme titulaire par Michael Cheika lors de la rencontre face aux Brumbies, il est de nouveau utilisé comme remplaçant lors de la demi-finale de la compétition face à ce même adversaire en juillet, Cheika désirant l'utiliser comme impact player. Lors de cette rencontre, il réalise une percée au centre du terrain et réussit une passe après contact qui envoie Bernard Foley à l'essai,. Les Waratahs s'imposent sur le score de 26 à 8. Pour la finale face aux Crusaders, il est de nouveau remplaçant. Les Australiens, qui bénéficient de l'avantage du terrain grâce à leur meilleur bilan à l'issue de la phase régulière, s'imposent finalement sur le score de 33 à 32. Son bilan personnel dans la compétition est de dix-huit matchs joués, soit la totalité des rencontres disputées par les Waratahs, dont huit en tant que titulaire.
Il est retenu pour The Rugby Championship 2014. Il dispute les deux premiers matchs de la compétition, face aux All Blacks, à Sydney où il entre en jeu au poste de numéro 8 et à Auckland, toujours en tant que remplaçant, mais au poste de troisième ligne aile. Absent lors des deux tests suivants face aux Springboks et aux Argentins, il est initialement non retenu pour les deux matchs suivants, l'Afrique du Sud au Cap et l'Argentine à Mendoza. Durant cette période, il évolue avec les Sydney Stars en National Rugby Championship (NRC). Il est finalement rappelé pour le dernier match face à l'Argentine en raison de blessures. Lors de ce match, première victoire de l'Argentine en The Rugby Championship, il entre en tant que deuxième ligne.
Il est ensuite retenu pour la tournée en Europe. Il dispute les quatre rencontres, face aux Gallois, aux Français, aux Irlandais et aux Anglais, mais à chaque fois en tant que remplaçant. Lors de ce dernier match, il inscrit un essai. Cette tournée se solde par une victoire, face aux Gallois, et trois défaites.
Titularisé depuis le début de la saison, il s'avère décisif lors de la victoire 29 à 24 des Waratahs face à la franchise néo-zélandaise des Hurricanes, mettant ainsi un terme à une série de sept victoires consécutives de ces derniers : il franchit la défense pour transmettre à Peter Betham pour le premier essai des Australiens, puis inscrit l'un des quatre essais de son équipe. Sur l'ensemble de la saison, il dispute quinze rencontres avec les Waratahs qui terminent à la première place de la conférence australienne. Qualifiés pour la demi-finale, ils perdent celle-ci à domicile sur le score de 35 à 17 face à la franchise néo-zélandaise des Highlanders.
Il dispute les trois rencontres du Rugby Championship 2015. Titulaire face aux Springboks et aux Pumas, il est remplaçant lors de la troisième victoire consécutive dans la compétition, face aux All Blacks. Il retrouve une place de titulaire une semaine plus tard face à ce même adversaire en Bledisloe Cup. Le sélectionneur Michael Cheika le retient dans sa sélection de 31 joueurs pour la Coupe du monde annoncée le 21 août 2015. Remplaçant lors du premier match face aux Fidji, il est titulaire lors de la deuxième rencontre face à l'Uruguay. Victime d'une blessure à l'épaule, il doit déclarer forfait quelques jours plus tard, remplacé par Sam Carter, Wycliff Palu, blessé lui à la cuisse, rentrant également en Australie, remplacé par James Hanson.

### Passage aux Saracens (2016-2020)
Au cours de la saison 2016-2017, il effectue une pige de huit matchs au sein des Saracens en Angleterre, avant de retourner jouer le Super Rugby avec les Waratahs. Le 4 avril 2017, les Saracens annonce qu'il reviendra auprès des Sarries après la saison de Super Rugby avec un contrat de longue durée de deux saisons. 
Durant la saison 2018-2019, les Saracens se qualifient dans un premier temps en finale de la Coupe d'Europe et affrontent les Irlandais du Leinster. Skelton est titulaire en deuxième ligne avec George Kruis et son équipe s'impose sur le score de 20 à 10,. Il remporte ainsi cette compétition pour la première fois de sa carrière. De même en championnat, les Saracens atteignent la finale où ils jouent contre Exeter. Will Skelton est de nouveau titulaire aux côtés de Kruis et les siens l'emportent sur le score de 34 à 37,. Il est également nommé dans l'équipe type de la saison en Premiership.
En août 2019, en début de saison 2019-2020, il prolonge son contrat pour deux nouvelles saisons.

### Transfert au Stade rochelais et retour en sélection (depuis 2020)
À la suite des révélations sur le scandale du « salary cap », qui conduit à la relégation des Saracens en deuxième division en 2020, Will Skelton s'engage courant 2020 pour deux saisons au sein du Stade rochelais. En juin 2021, il prolonge jusqu'à la fin de saison 2024-2025.
En début de saison 2021-2022, alors qu'il n'avait plus joué avec les Wallabies depuis un match amical contre la France fin 2016, il fait son retour en sélections pour les tests internationaux de novembre 2021.
Il réalise le doublé en Coupe d'Europe avec le Stade rochelais en 2022 et 2023.
À l'issue de la saison 2022-2023, il est nommé pour l'Oscar Europe aux Oscars du Midi olympique, récompensant le meilleur joueur d'Europe de la saison,. Il est ensuite sélectionné en équipe d'Australie par Eddie Jones pour participer au Rugby Championship 2023, puis à la Coupe du monde où Jones le désigne capitaine.

## Statistiques

### En équipe nationale
Au 20 novembre 2022, Will Skelton compte 24 capes, dont 7 en tant que titulaire, inscrivant deux essais. Il obtient sa première sélection le 21 juin 2014 face à l'équipe de France.
Will Skelton participe à une édition de la Coupe du monde en 2015. Il est remplaçant lors de la première rencontre face Fidji, puis titulaire lors de la deuxième rencontre face à l'Uruguay. Blessé il doit déclarer forfait pour le reste de la compétition.
| Édition         | Rang      | Résultats Australie | Résultats W.Skelton | Matchs W.Skelton |
| Angleterre 2015 | Finaliste | 6 v, 0 n, 1 d       | 2 v                 | 2/7              |

Légende : v = victoire ; n = match nul ; d = défaite.
Will Skelton participe à trois éditions du Rugby Championship, en 2014, 2015 et 2016.
| Édition                 | Rang | Résultats Australie | Résultats Will Skelton | Matchs Will Skelton |
| ----------------------- | ---- | ------------------- | ---------------------- | ------------------- |
| Rugby Championship 2014 | 3    | 2 v, 1 n, 3 d       | 0 v, 1 n, 2 d          | 3/6                 |
| Rugby Championship 2015 | 1er  | 3 v, 0 n, 0 d       | 3 v, 0 n, 0 d          | 3/3                 |
| Rugby Championship 2016 | 2    | 3 v, 0 n, 3 d       | 0 v, 0 n, 1 d          | 1/6                 |

Légende : v = victoire ; n = match nul ; d = défaite ; la ligne est en gras quand il n'y a aucune défaite.

## Palmarès

### En club
- Waratahs
  - Vainqueur du Super Rugby en 2014

- Saracens
  - Vainqueur du Championnat d'Angleterre en 2018 et 2019
  - Vainqueur de la Coupe d'Europe en 2019

- Stade rochelais
  - Finaliste de la Coupe d'Europe en 2021
  - Finaliste du Championnat de France en 2021 et 2023
  - Vainqueur de la Coupe d'Europe en 2022 et 2023

### En équipe nationale
- Australie
  - Vainqueur du Rugby Championship en 2015
  - Finaliste de la Coupe du monde en 2015

### Distinctions personnelles
- Membre de l'équipe type du Championnat d'Angleterre en 2019